# Юрганов, Игорь Сергеевич
Игорь Сергеевич Юрганов (10 декабря 1993, Рубцовск) — российский футболист, защитник.

## Биография
Заниматься футболом начал с шести лет в секции Рубцовска, тренер Вячеслав Петрович Пожидаев, с 12 лет — в ДЮСШ «Запсиб», тренер Ушнов Александр Николаевич. Новокузнецк. В 2010—2012 годах играл в чемпионате Кемеровской области за «Металлург-Кузбасс-2». 12 мая 2012 года в последнем туре первенства ПФЛ провёл единственный матч за «Металлург-Кузбасс» — в гостях против омского «Иртыша» (0:2). В апреле — июне 2013 на правах аренды сыграл 9 матчей за «Иртыш», забил два гола. Затем играл в первенстве ПФЛ за «Сибирь-2» Новосибирск (2013/14 — 2014/15), «Авангард» Курск (2015/16). В первой половине сезона 2016/17 провёл пять матчей в первенстве ФНЛ за «Волгарь» Астрахань. В январе 2017 перешёл в клуб ПФЛ «Динамо» СПб, с которым вышел в ФНЛ. После переезда клуба — игрок ФК «Сочи», который в 2019 вышел в Премьер-лигу. 21 июля 2019 в домашней игре второго тура против «Зенита» (0:2) дебютировал в чемпионате России, выйдя на замену после перерыва.
В феврале 2020 года перешёл в «Тамбов» на правах аренды до конца сезона 2019/20.
В октябре 2020 года отправился в аренду в калининградскую «Балтику» до конца сезона 2020/21.
В феврале 2024 года контракт игрока с «Сочи» был расторгнут по обоюдному согласию сторон и он перешёл в воронежский «Факел».